# Saint-Augustin-de-Woburn
Saint-Augustin-de-Woburn, ou tout simplement Woburn, est une municipalité de paroisse du Québec située dans la MRC du Granit en Estrie.

## Histoire

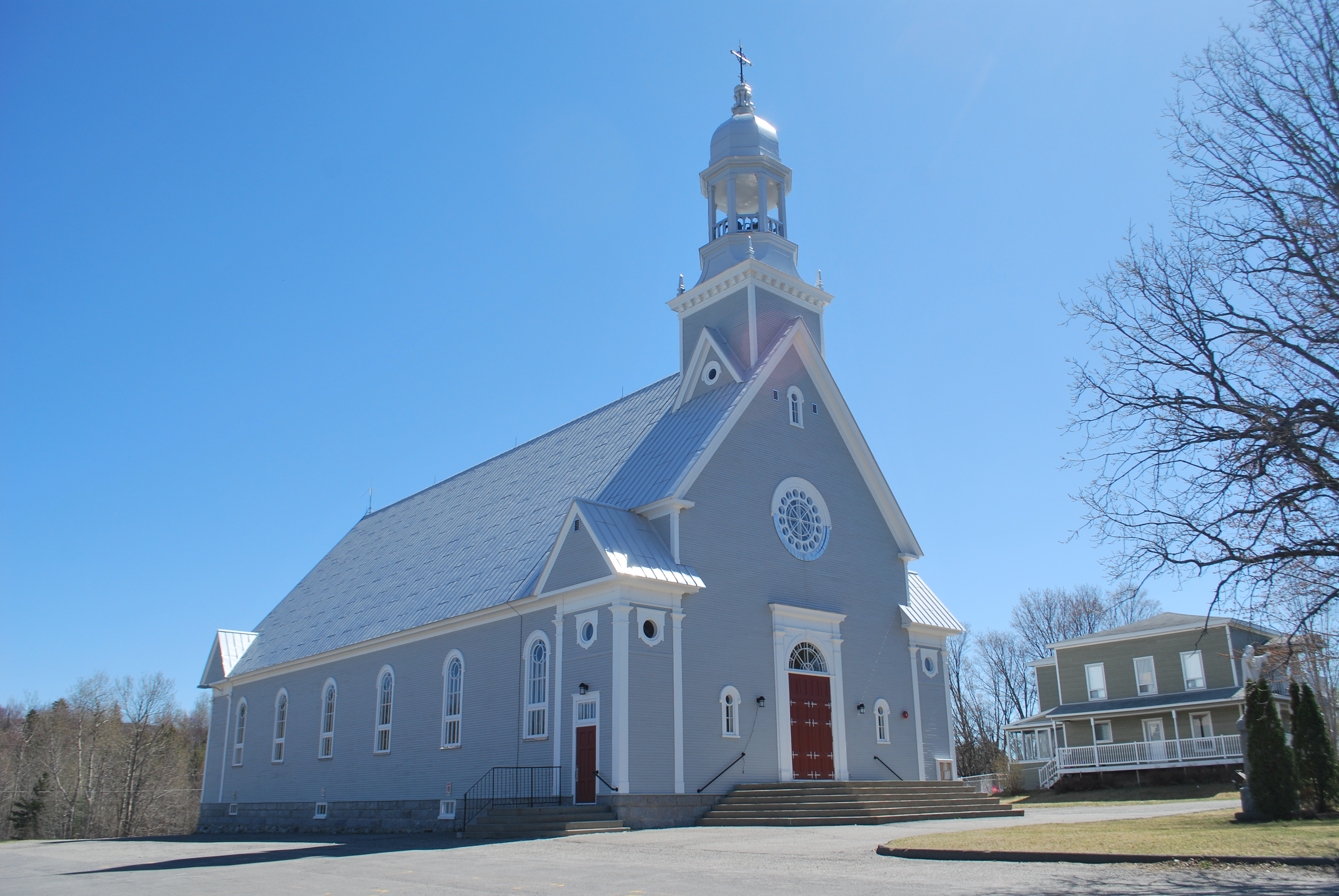
Église Saint-Augustin

La paroisse de St-Augustin-de-Woburn a connu trois étapes dans son développement, soit la colonie de Channay, la Mission de St-Augustin-de-Woburn et, enfin, la Paroisse de St-Augustin-de-Woburn.

### Colonie de Channay
Vers 1880, les premiers colons et défricheurs s'établissaient à la Colonie de « Channay » d'après Channay-sur-Lathan, située au nord-ouest de Tours et au Nord-Est de l'Anjou, en France. Ces premiers colons se regroupaient dans la région connue aujourd'hui sous le nom de rang Dubrûle, chemin de l'Aéroport et rang de Tout-De-Joie. La première petite agglomération aurait été située approximativement à l'endroit où l'on retrouve aujourd'hui les antennes de transmission de Mégantic-Transvision, à l'extrémité du rang Dubrûle. Une petite scierie fut construite sur le ruisseau Saint-Joseph par la Compagnie nantaise. Un bureau de poste avait aussi été ouvert à Channay en 1882, puis fut transféré au village actuel en 1903. 
En septembre 1880, l'abbé Victor Chartier, curé de La Patrie, fut délégué à Channay par Mgr Antoine Racine afin d'y choisir le site de la première chapelle. Ayant examiné les lieux en compagnie de M. J.B. Cousineau, curé de Piopolis, et de M.F. Corriveau, curé de Notre-Dame-des-Bois. Il choisit la demi-Sud du lot 6 au sixième rang du canton de Woburn.

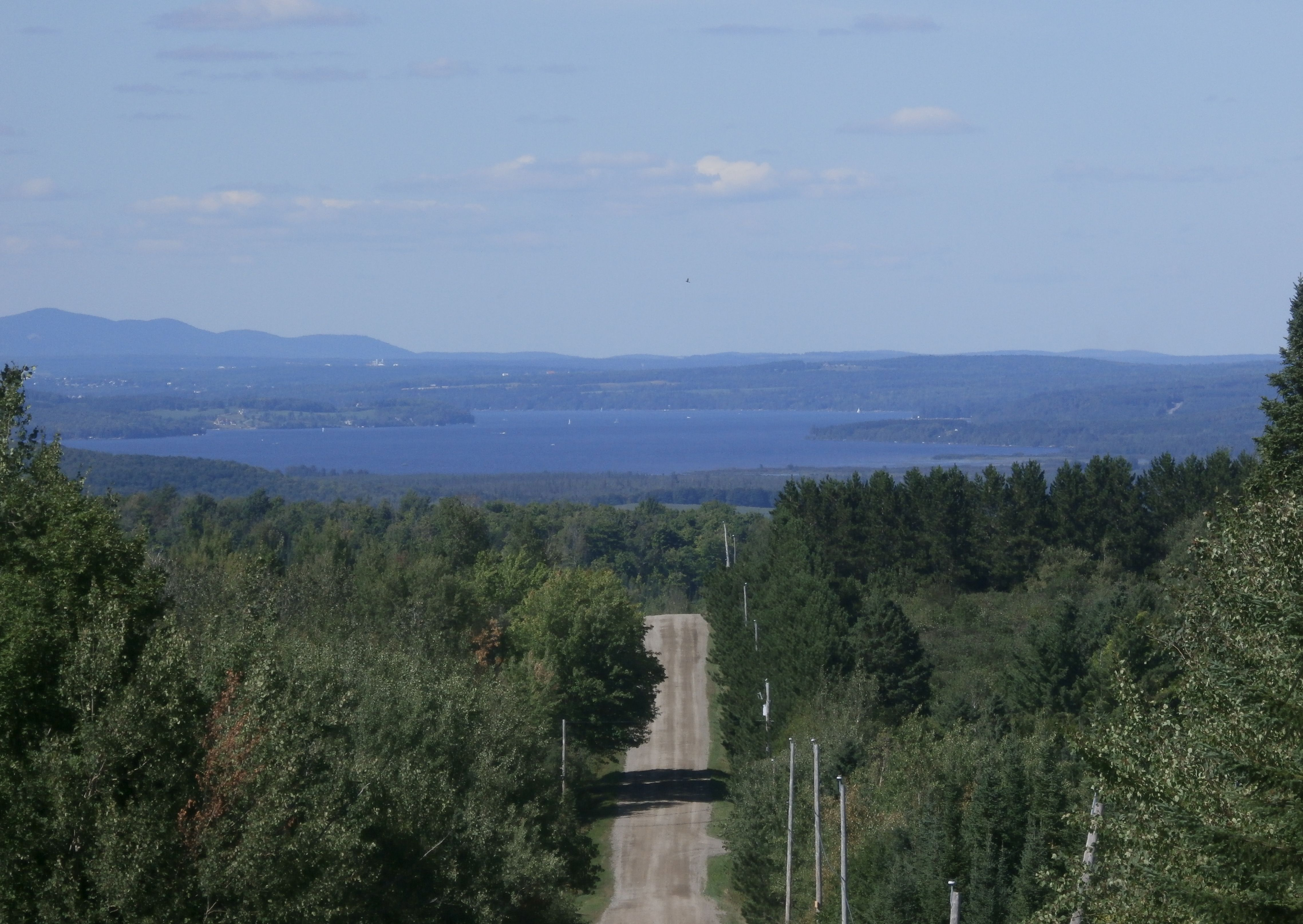
Le lac Mégantic vu depuis l'endroit où la Colonie de Channay était située près du Rang Dubrule, à Saint-Augustin-de-Woburn.

Le 30 mai 1881, Mgr Antoine Racine, évêque du diocèse de Sherbrooke et président de la « Société de colonisation de la Cité de Sherbrooke », quittait sa ville épiscopale Sherbrooke afin de confirmer le site d'une église dans la colonie franco-canadienne de Channay, au canton de Woburn. Ce qui suit est le compte-rendu de l'un des participants non identifié de ce voyage, relaté dans le journal le Le Pionnier de Sherbrooke, publié le 15 novembre 1881.
« Compte-rendu du voyage de Mgr Antoine Racine à Channay en 1881
« À trois heures PM le 30 mai 1881, le convoi de "L'international" nous entraînait à travers les riches et verdoyantes campagnes du comté de Compton. À cinq heures, nous étions au beau et florissant village de Cookshire chef-lieu du comté. Encore une heure de route et nous débouchions dans la vallée profonde le long des bruyantes cascades de la rivière au Saumon; nous arrivions à Scotstown où s'opère la correspondance avec la diligence de LaPatrie.
Cette malheureuse diligence avait fait des siennes ce soir-là. Elle devait nous amener un compagnon de voyage, le Révérend Père Jérôme trappiste de Bethléem. Ce bon Père parti de LaPatrie, nous arriva tout en sueur et harassé de fatigue, une roue de la voiture (diligence) s'était brisée à mi-chemin. Le postillon (charretier) avait alors fait monter son passager à cheval; mais ce dernier pas plus fiable que la diligence à cause de ses nombreux trébuchements, força son cavalier le Père Jérôme à faire le reste du trajet à pied dans la boue et les ornières.
Reprenant le chemin de fer, nous étions rendus à la Station de la Baie au Sable (SandyBay) à 7h50 PM. Un joli carrosse, muni de deux chevaux vigoureux, était rendu au poste pour conduire Mgr Racine à Piopolis. D'autres dispositions avaient également été prises pour conduire les personnes de sa suite avec tout le confort possible.
Ces accents sacrés, répercutés par les accents de la forêt, imprimaient à la cérémonie un cachet de beauté, de grandeur, capable d'arracher des larmes d'enthousiasme aux plus indifférents. Les gazouillements du torrent roulant ses flots écumeux à travers les rochers, toutes les voix de la nature semblaient s'unir et s'harmoniser avec celle de l'homme, pour célébrer cette première conquête de la civilisation sur la solitude des bois séculaires.
La fête terminée, nous prîmes un excellent et copieux déjeuner servi par M. Savoie, l'actif et intelligent entrepreneur des défrichements exécutées pour le compte de La compagnie de Colonisation et de Crédit de Cantons de l'est; puis nous allâmes drapeau français en tête visiter la Butte nantaise, superbe éminence qui se trouve à quelques pas de l'emplacement de l'église et qui offre un coup d'œil sur tout le canton. C'est l'endroit que M. Bécigneul a désigné pour se bâtir une résidence: ce choix prouve en faveur de son bon goût.
À neuf heures A.M., nous prenions la direction de nos chaloupes en passant à travers les prairies naturelles qui bordent l'Arnold, à l'entrée du canton de Woburn. Ces prairies sont formées du sol le plus riche qu'il soit possible d'imaginer. Nous possédons là un véritable Manitoba en miniature. Après avoir salué l'endroit où campa le fameux général américain, qui donna son nom à la rivière en 1775, nous fîmes voile pour Piopolis où nous arrivâmes vers deux heures P.M. sains et saufs et enchantés de notre fête dans la forêt. » »
La première chapelle a été érigée à Channay probablement en 1883, à la suite d'une recommandation à Antoine Racine par Victor Chartier le 3 septembre 1880. Elle était située entre les rangs 5 et 6 du canton de Woburn, sur le milieu de la longueur du lot 6 et bordant le Nord du lot 7. Cette chapelle fut en service jusqu'en janvier 1890.
Le 14 juin 1886, L'abbé Eugène Peigné, chanoine honoraire du diocèse de Nantes, France, et grand vicaire du diocèse de Sherbrooke, bénit une cloche achetée lors d'un passage à Liverpool, en Angleterre, et l'offre à la jeune colonie de Channay.
C'est vers 1894 qu'on abandonna le vocable de Channay pour celui de Woburn.
Ce nom de Channay fut porté quelques années, alternant avec celui de Woburn, en souvenir du lieu de résidence de dame Augustine Duval, une du groupe de généreux bienfaiteurs français, qui en vue d'établissement canadiens-français à Woburn, avait plusieurs fois répondu aux appels et aux démarches en France de l'avocat Jérôme-Adolphe Chicoyne. Le patron de la paroisse, saint Augustin, fut aussi choisi pour rendre hommage à cette bienfaitrice dame Augustine Duval.
Ainsi, ces pionniers venus de Bretagne, de Loire, de Vendée et aussi de Haute-Savoie donnèrent naissance, plus tard, à la paroisse de St-Augustin-de-Woburn.

### Chronologie
- 13 janvier 1900 : Érection des cantons unis de Woburn et Louise.
- 1er mars 1909 : Les cantons unis de Woburn et Louise devient la paroisse de Saint-Augustin de Woburn.
- 15 mars 1969 : La paroisse de Saint-Augustin de Woburn devient la paroisse de Saint-Augustin-de-Woburn.

## Géographie
Saint-Augustin-de-Woburn est située près du mont Gosford. On y accède via la route 161 et la route 212. La rivière Clinton conflue, au nord de la municipalité, avec la rivière Arnold qui traverse la municipalité du sud au nord. La Rivière aux Araignées traverse la pointe nord-est de la municipalité.

## Démographie
| 1996 | 2001 | 2006 | 2011 | 2016 | 2021 |
| ---- | ---- | ---- | ---- | ---- | ---- |
| 716  | 720  | 701  | 695  | 692  | 667  |

## Administration
Les élections municipales se font en bloc pour le maire et les six conseillers.
| Saint-Augustin-de-Woburn Maires depuis 2001                                                                          |                |         |          |
| Élection | Maire          | Qualité | Résultat |
| 2001 | Francine Blais |         | Voir     |
| 2005 | Steve Charrier |         | Voir     |
| 2009 | Steve Charrier | Voir    |          |
| 2013 | Raoul Proteau  |         | Voir     |
| 2017 | Guy Brousseau  |         | Voir     |
| 2021 | Guy Brousseau  | Voir    |          |
| Élection partielle en italique Depuis 2005, les élections sont simultanées dans toutes les municipalités québécoises |                |         |          |

## Galerie d'image

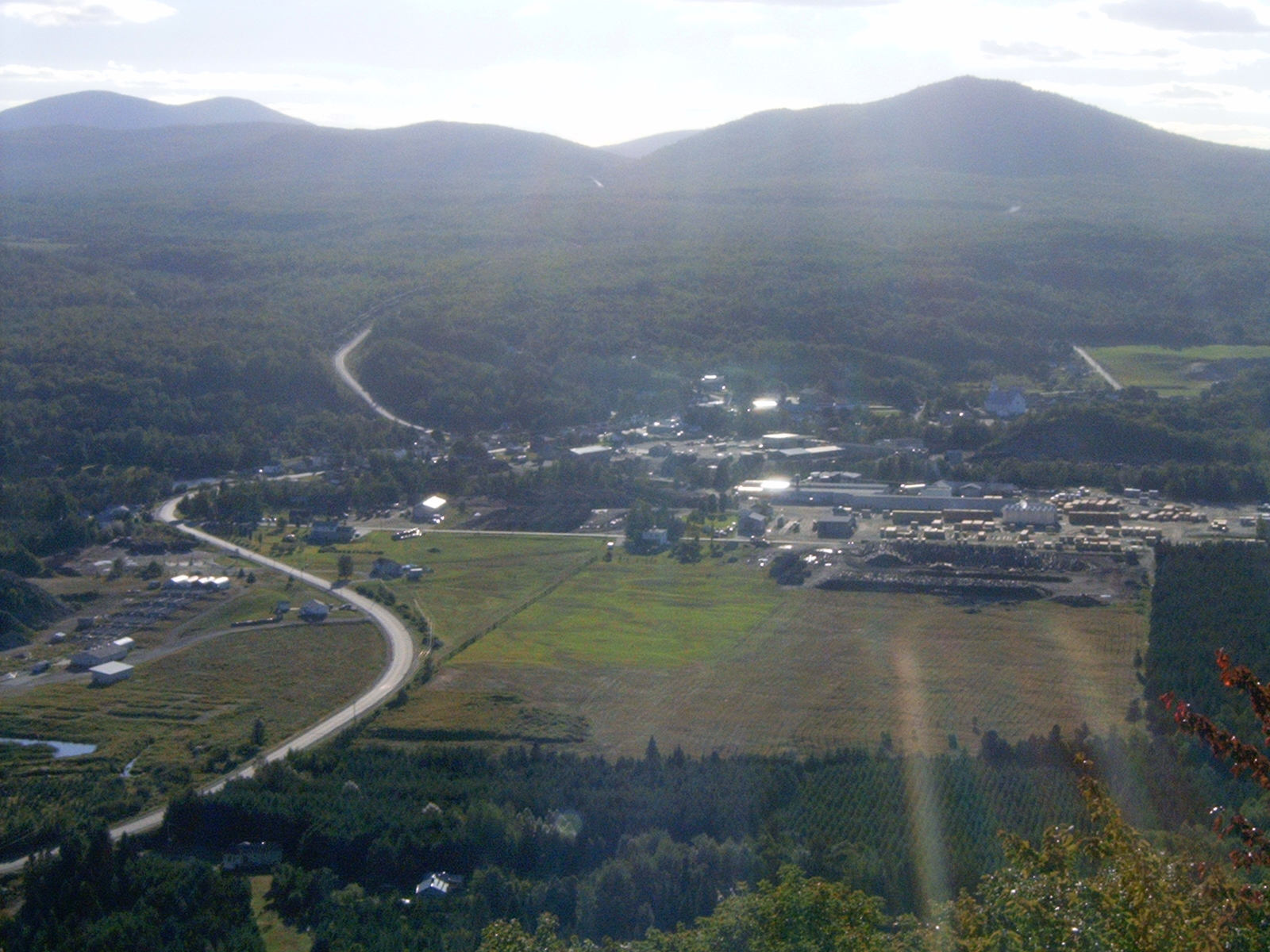
Woburn vue des airs.
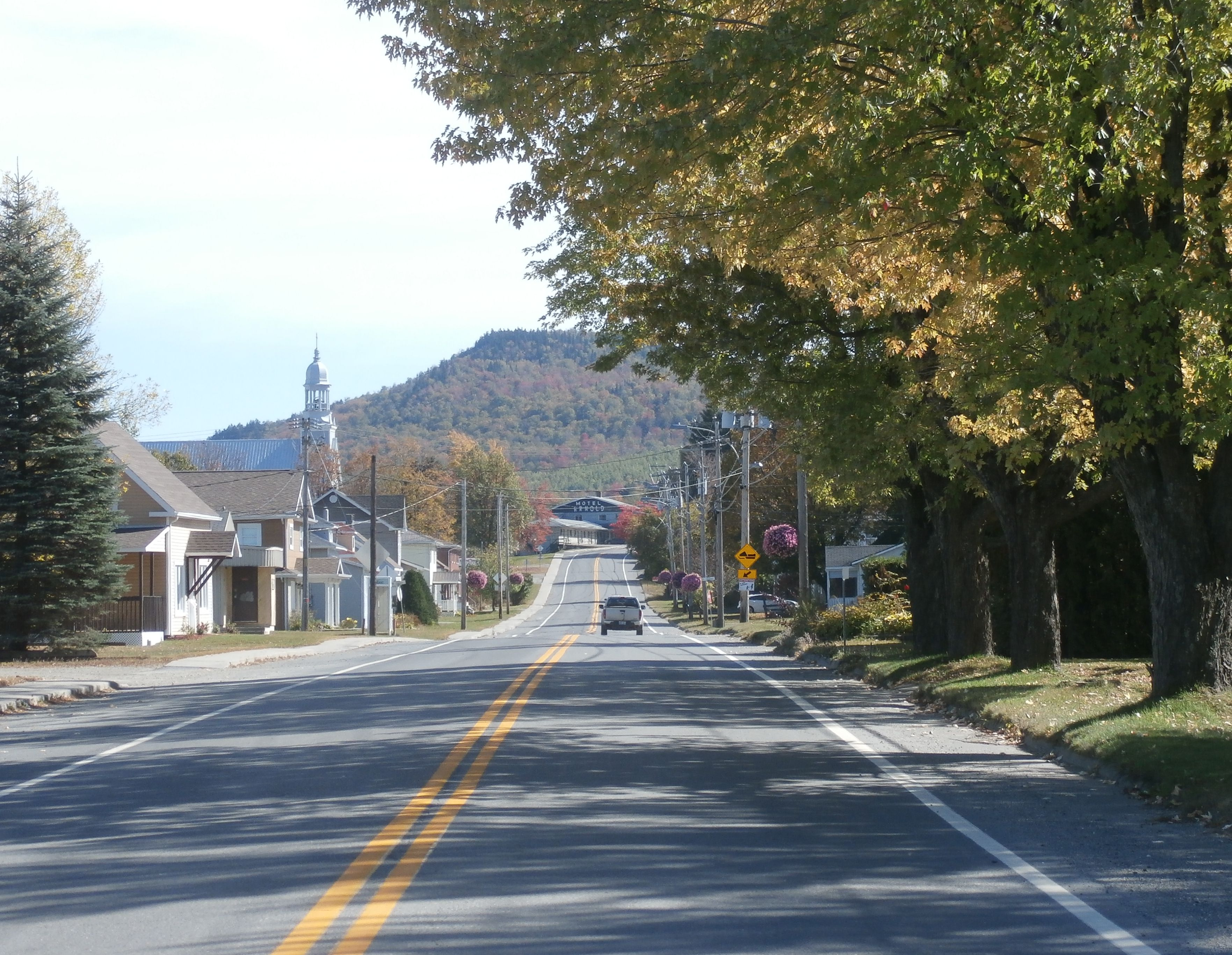
Village de Woburn.